# Streblus celebensis
Streblus celebensis är en mullbärsväxtart som beskrevs av C.C.Berg. Streblus celebensis ingår i släktet Streblus och familjen mullbärsväxter. Inga underarter finns listade i Catalogue of Life.